# Plan Calcul
Plan Calcul a fost un „plan” (politică) guvernamental francez lansat în 1966 de președintele Charles de Gaulle la propunerea lui Michel Debré (fr/en) și a unui grup de înalți funcționari și industriași, cu scopul de a asigura independența Franței în materie de calculatoare mari.

## Istoric și obiective
Originea planului Calcul a fost Afacerea Bull (fr), prin care General Electric a preluat în 1964 controlul firmei franceze Bull slăbită de concurența IBM. Însă general Electric și-a rezervat pentru sine vârful de gamă, alocând lui Bull doar modelele de capacitate medie, iar cele mici — în acel moment mașini de scris neinformatizate — le-a repartizat lui Olivetti (en). Astfel Franța nu mai dispunea de o industrie proprie de calculatoare pe măsura nevoilor. În urma raportului lui François-Xavier Ortoli, directorul de cabinet al prim-ministrului Georges Pompidou, reacția lui de Gaulle a fost decizia de a lansa planul Calcul. Obiectivele sale erau dezvoltarea unei industrii informatice naționale care să fie ulterior o piesă a unei industrii informatice europene. În cadrul planului Calcul a fost creat Institut national de recherche en informatique et en automatique  (INRIA) și Compagnie internationale pour l'informatique (CII), privată, dar subvenționată între 1967–1975 de stat și susținută de Thomson (fr) și Compagnie Générale d'Électricité (CGE).
Jacques Jublin (fr) și Jean-Michel Quatrepoint (fr) au lansat afirmația că planul Calcul ar fi fost determinat de refuzul SUA de a livra un supercomputer Control Data de tip CDC 6600 (en) Comisariatului pentru Energie Atomică (fr) (CEA), afirmație propagată în mai toate articolele din presă despre planul Calcul, dar combătută de o serie de studii guvernamentale. Totuși, spre sfârșitul anilor 1950 CEA era dotat cu calculatoare de tip IBM și cheltuia un buget enorm cu calcule privind fizica nucleară, în dorința de a obține o armă termonucleară , armă pe care o va obține în 1968. Refuzul SUA a fost motivat de faptul că supercomputerul CDC 6600 era folosit și de Laboratorul Național Los Alamos, iar suspiciunea că va fi folosit de CEA în același scop făcea ca livrarea să contravină Tratatului de interzicere parțială a testelor nucleare (en) din 1963.
Calculatoarele pe care le putea dezvolta CII, similare cu cele ale IBM, nu erau supercomputere, ci calculatoare de clasă medie, insuficiente pentru CEA. Ca urmare, nu aplicațiile militare și științifice au fost prioritare, ci cele de gestiune economică. CII, inițial dependentă de licențele Scientific Data Systems (en), a reușit în timp să atingă un nivel tehnic care i-a permis să producă minicalculatoare și unități de discuri magnetice competitive in colaborare cu Control Data Corporation.
Planul Calcul mai conținea:
- planul Composants (română Componente) care avea în vedere accelerarea dezvoltării industriei franceze de circuite integrate. S-au obținut rezultate, dar prea adesea a fost folosit ca suport financiar pentru marile grupuri industriale (CGE, Thomson) și a fost diluat neconvenabil în « plan Électronique civile » (română planul electronică civilă);
- un vast efort de formare în informatică, atât în domeniul educației naționale franceze, cât și în diverse organizații publice sau private,[12] prin crearea unui sistem de diplome, recunoașterea informaticii ca disciplină științifică și înființarea a 58 de licee de informatică începând din 1972.

În 1971 CII a lansat un proiect european care în 1973 a devenit Unidata, la care participau CII, Philips și Siemens AG, în vederea unei colaborări europene în industria informatică similară cu colaborarea pentru Airbus în aeronautică. Însă în 1975 Valéry Giscard d'Estaing, ales președinte în 1974, a oprit proiectul. Franța a denunțat unilateral acordul Unidata și CII a fuzionat cu Honeywell-Bull.

## Planul Calcul în România
Conform afirmațiilor lui H. R. Bousquet, care între anii 1971–1974 a fost delegatul tehnic al CII în România, planul Calcul a servit ca model pentru politica de dezvoltare a informaticii în România, fiind aplicat de guvernanții români practic nemodificat, sub denumirea Dotarea Economiei Naționale cu Tehnică de Calcul.